# Nurpur
Nurpur là một thành phố và là nơi đặt hội đồng đô thị (municipal council) của quận Kangra thuộc bang Himachal Pradesh, Ấn Độ.

## Địa lý
Nurpur có vị trí 32°18′B 75°54′Đ / 32,3°B 75,9°Đ Nó có độ cao trung bình là 643 mét (2109 feet).

## Nhân khẩu
Theo điều tra dân số năm 2001 của Ấn Độ, Nurpur có dân số 9045 người. Phái nam chiếm 52% tổng số dân và phái nữ chiếm 48%. Nurpur có tỷ lệ 78% biết đọc biết viết, cao hơn tỷ lệ trung bình toàn quốc là 59,5%: tỷ lệ cho phái nam là 81%, và tỷ lệ cho phái nữ là 75%. Tại Nurpur, 11% dân số nhỏ hơn 6 tuổi.